# 唄ひ手冥利〜其ノ壱〜
『唄ひ手冥利〜其ノ壱〜』（うたいてみょうり そのいち）は、2002年5月27日に東芝EMI（現・ユニバーサルミュージック）より発売された椎名林檎の2枚組カバー・アルバム。

## 概要
椎名による初のカバー・アルバム。前作『勝訴ストリップ』から、間に自身の妊娠・出産による1年近くの活動休止期間を挟んで、約2年2ヶ月ぶりのフル・アルバムとなる。また同日には実兄でありゲストボーカリストとして本作にも参加している椎名純平のカバーアルバム『discover』も発売された。本作はこれまで椎名の音楽に多大な影響を与えてきたアーティスト・歌手にオマージュを捧げるアルバムであり、収録曲はどれも椎名が幼少時に聴いてきた楽曲を本人が選曲したもの。ピックアップした自分好みの曲の中から比較的スタンダードなものを多く残したのは、多くの人にとって思い入れのある曲の方が良いと思ったから。
椎名の活動再開の兆しが見えない中、当初東芝EMIは、彼女に契約期間中にリリースしなければならない枚数をクリアさせるべく、会社側の判断でベストアルバムをリリースする予定だった。しかし、椎名側から代わりに2枚組のカバーアルバムをリリースする提案がなされ、会社側もそれに同意した。カバーで音楽を再開しようと思ったのは、何気なく仕事を再開することで肩慣らししてリリースのリズムと仕事のモードを取り戻すため。また復帰第一作目で何が出来るのかも確かめたかった。
本作において椎名は「唄ひ手」に徹し、編曲はデビュー以来、アレンジャー、ベーシスト、そしてバンマスとして椎名を支えてきた亀田誠治と、それまではもっぱらキーボード・プレイヤーとして彼女のレコーディングに参加してきた森俊之にすべて託している。その理由は育児があったので、信用できる人たちに委ねておんぶに抱っこでやりたかったから。亀田の方は言葉にせずとも椎名の考えが伝わるので最初に要望を伝えたあとはまるっきり任せっきりで、プリプロダクションにも立ち会わなかった。森の場合は「愛妻家の朝食」1曲しか編曲してもらった経験がなかったので、多少は現場に顔を出したり話をしたりしたが、亀田のようにやれることがわかってからは任せっきりになった。
2枚組のCDはそれぞれ「亀（かめ）パクトディスク」（亀田が手がけたディスク）、「森（もり）パクトディスク」（森が手がけたディスク）と命名され、アレンジもそれぞれ2人が得意とする楽器中心の構成になっている。椎名からは、亀田には「『今までの椎名林檎』像のようなものをギター・サウンドで演出して欲しい」、森には「ギターを一切使わず、その代わりにキーボード、もしくはコンピューター・プログラムを駆使してサウンドを作って欲しい」そして「出来れば『これからの椎名林檎』のようなことを少しだけ意識して作って欲しい」という要望があり、「亀パクトディスク」では今までのアルバムの手法「バンド演奏による一発録り」、「森パクトディスク」ではバンド編成ではあるものの多重録音やプログラミングなどが多用されている。のちに発売する3枚目のオリジナルアルバム『加爾基 精液 栗ノ花』では、後者の手法が生かされることとなる。それぞれのディスクには2人のゲストボーカルが参加しており、また初回・通常盤にかかわらず「特別感謝」名目で、椎名林檎本人のアレンジによるボーナストラックが1曲ずつ収録されている。
アルバムジャケットやブックレットの写真・イラストなど本作のアートワークは、歌うだけで楽器も弾かないと決めていた椎名が、ファンへの感謝の意を示す意味で自分自身で手掛けた。ゲストボーカル以外は椎名が写真を撮り、写真屋への行き来も自分でやるなど、コンセプトだけではなく実務までほぼ自分の手で行った。「シンメトリー」というテーマと「白と黒」という隠れテーマがあったので、デザインもそれに沿ったものになった。シンメトリーに構成されたデザインを手がけたのは、それまで担当してきたデザイナー木村豊ではなく、椎名本人と事務所のスタッフ太田有美の2人。デザイン文字は椎名と友人の長岡亮介が担当した。また手・足などの部分的モデルとして元NUMBER GIRLのギタリスト田渕ひさ子も協力している。曲順も両ディスクの収録曲がシンメトリーに並ぶよう統一され、字数だけではなく「枯葉」の対となる曲は「小さな木の実」、「黒いオルフェ」は「白い小鳩」など、文字の見た目や内容など細かい部分にまで気を配った演出がなされている。また日本語タイトルの曲と英語タイトルの曲を交互に収録し、英題の方は全て小文字で統一されている。
初回限定盤には「カラオケBOX『唄ひ手冥利』1号店 虎の巻」抽選プレゼント応募券封入。

## 収録曲
※各楽曲解説は椎名林檎10周年記念サイトより。

### 亀パクトディスク
亀田誠治がアレンジを手がけたディスクで、ギターやストリングスのサウンドが中心の楽曲で構成されている。収録曲は昭和歌謡曲と洋楽のカバー。ゲストボーカルはスピッツのボーカリスト草野マサムネと松崎ナオ。
1. 灰色の瞳
作詞：チト・ヴェレス、訳詞：加藤登紀子、作曲：ウニャ・ラモス
1974年に加藤登紀子と長谷川きよしのデュエットで大ヒットを記録したフォルクローレ歌謡[注 1]の楽曲。長谷川きよしの歌唱パートには、以前から椎名がファンで、ライブではカバーも披露していたスピッツの草野マサムネが招かれている。
原曲が1970年代の歌謡洋楽の定番のようなサウンドだったため、ノスタルジックな要素を抽出しないようエッジの立ったアレンジになっている。
2. more
作詞：マルチェロ・チョチョリーニ/ノーマン・ニューエル、作曲：リズ・オルトラーニ/ニーノ・オリヴィエロ
グァルティエロ・ヤコペッティ監督の映画『世界残酷物語』のサウンドトラックに収録された主題曲のカバー。オリジナルはイタリア語の作詞だが、のちに英語詞が書かれたことで、アンディ・ウィリアムスやフランク・シナトラら数多くのシンガーに歌われるようになった。椎名は歌入りのバージョンを聞いたことがなく、カバーするにあたって初めて聞いたとのこと。
原曲は典型的なハリウッド・サウンドだが、打ち合わせで椎名が「トランスにしちゃうとか」と言ったことでバンドの演奏ではなく打ち込みのトラックとなり、最終的にハウス的なアレンジとなった。
3. 小さな木の実
作詞：海野洋司、作曲：ビゼー
ビゼー作曲のオペラ「美しきパースの娘」のセレナードに、海野洋司が詞を付けたもの。NHKの番組「みんなのうた」で広まった童謡の一つ。
比較的原曲に忠実なアレンジ。バンド・サウンドでやるため、亀田は普段通り緻密さよりも現場のノリを優先した。
4. i wanna be loved by you
作詞：ハート・カルマー、作曲：ハリー・ルビー/ハーバート・ストッタート
女優マリリン・モンローの主演映画『お熱いのがお好き』の劇中で披露された曲。過去にライブイベント「激昂クヲンタイヅ」（2000年11月25日）でゆらゆら帝国と対バンした際に披露している。
「more」と同じく原曲はストリングスやブラスがフィーチャーされたハリウッド・サウンドだが、ライブで演奏した際の感触がよかったのでバンドでできるだけのことをやることにした。
5. 白い小鳩
作詞：山上路夫、作曲：都倉俊一
1974年にリリースされたR&Bシンガー朱里エイコの代表曲の1つ。椎名はこの曲のオリジナルがラジオで流れて欲しいと思ってカバーした。
メロディの感じは原曲そのままだが、アレンジはあえてくどいほどのハードロック・ナンバー風にした。
6. love is blind
作詞・作曲：ジャニス・イアン
アメリカのシンガーソングライター、ジャニス・イアンの曲。日本では過去に坂口良子主演のドラマ「グッドバイ・ママ」の主題歌に起用されてヒットしている。椎名としては、ジャニス・イアンに敬意を払うために、どうしても外せない曲だった。
過去に「下剋上エクスタシー」で「恋は盲目」というタイトルでカバーしているが、一度きちんとアレンジを構築してカバーしたいと思って収録した。亀田の希望でストリングスの入ったアレンジとなっている。
7. 木綿のハンカチーフ
作詞：松本隆 、作曲：筒美京平
歌手太田裕美の代表曲。1975年発売。ゲストボーカルは椎名の友人で一緒にライブをやったこともある松崎ナオ。原曲ではすべて一人で歌っているが、このカバーでは都会に行った彼のパートを椎名、田舎に1人残った彼女のパートを松崎が歌うデュエットソングに変更されている。
アレンジはシンセサイザーの音色など全体的に80年代的ポップスの解釈となっている。亀田の案により、間奏部分ではピアノがボーナストラックの野薔薇のフレーズを奏でている。
8. yer blues
作詞・作曲：ジョン・レノン/ポール・マッカートニー
ビートルズの曲。1968年発売の2枚組アルバム『ザ・ビートルズ』の収録曲。カバーするまで椎名は歌詞の内容を知らなかった。
椎名の希望でギターのリフが残された。前半がオリジナルに忠実で、後半がアンビエント風の展開になるアレンジ。
9. 野薔薇
特別感謝トラック。
作詞：ゲーテ、作曲：シューベルト、編曲・演奏：椎名林檎
ドイツの詩人ゲーテの詩「野ばら」には、多くの作曲家によって付けられた楽曲の存在が知られており、本作ではシューベルトが1815年に作曲したリートが取り上げられている。カバー集にはそのアーティストのルーツを探るという部分もあるので、椎名としては自身のルーツ中のルーツであるこの曲は収録せざるを得なかった。
この曲は椎名が一人で全部作った曲。打ち込みをしても記憶出来ない原始的なリズムボックスを用いて、手作業でリアルタイムにコードを変えながらレコーディングした。もともとは古いアンプを使ってギターでしっとりとした演奏を披露するつもりがトレモロ・ユニットの調子が悪く、「ボーナストラックだし楽しい方がいい」ということでリズムボックスを使うことにした。

| 全編曲: 亀田誠治（9曲目のみ椎名林檎）。 |                                        |                                                  |                                          |                          |      |
| #                                       | タイトル                               | 作詞                                             | 作曲                                     | オリジナル               | 時間 |
| 1.                                      | 「灰色の瞳 (with 草野マサムネ)」       | チト・ヴェレス（訳詩：加藤登紀子）               | ウニャ・ラモス                           | 加藤登紀子と長谷川きよし | 4:24 |
| 2.                                      | 「more」                               | マルチェロ・チョチョリーニ、ノーマン・ニューエル | ニーノ・オリヴェイロ、リズ・オルトラーニ | アンディ・ウイリアムス他 | 3:34 |
| 3.                                      | 「小さな木の実」                       | 海野洋司                                         | ビゼー                                   |                          | 3:35 |
| 4.                                      | 「i wanna be loved by you」            | バート・カルマー                                 | ハーバート・ストサート、ハリー・ルビー   | マリリン・モンロー       | 1:44 |
| 5.                                      | 「白い小鳩」                           | 山上路夫                                         | 都倉俊一                                 | 朱里エイコ               | 3:39 |
| 6.                                      | 「love is blind」                      | ジャニス・イアン                                 | ジャニス・イアン                         | ジャニス・イアン         | 3:34 |
| 7.                                      | 「木綿のハンカチーフ (with 松崎ナオ)」 | 松本隆                                           | 筒美京平                                 | 太田裕美                 | 6:00 |
| 8.                                      | 「yer blues」                          | レノン=マッカートニー                            | レノン=マッカートニー                    | ビートルズ               | 4:13 |
| 9.                                      | 「野薔薇」(特別感謝トラック)           | ゲーテ                                           | シューベルト                             |                          | 2:11 |

### 森パクトディスク
こちらはキーボーディストの森俊之が担当した、鍵盤楽器全般・プログラミング中心のアレンジで構成されている。当初はこちらのディスクにも日本語の曲がセレクトされていたが、最終的にはすべて洋楽になった。ゲストボーカルは宇多田ヒカルと椎名純平。
1. 君を愛す
作詞：アンデルセン、作曲：グリーグ
デンマークの童話作家アンデルセンによって書かれた詩にノルウェーの作曲家グリーグが曲を付けたことで生まれたグリーグの最も有名な歌曲。作品5-3。
この曲には椎名に強いビジョンがあったため、細かい注文が付けられている。音響系のエッセンスを加えた森俊之なりのエレクトロニカで、アレンジはアンビエント風のスペーシーな広がりのあるものになっている。椎名の声にはギター・サウンド以外ではノイズか電子音しかないだろうということでノイズ・サウンドが強めになっている。「Ich liebe dich」というフレーズを強調したいという椎名の意見で、コーラス・パートが作られた。
2. jazz a go go
作詞：ロベール・ギャル、作曲：アラン・ゴラゲール
1960年代のフランスのアイドル、フランス・ギャルの曲。この曲の間奏部分は東京事変のアルバム『大人』収録のM2「喧嘩上等」の間奏部分に引用されている。
原曲はジャズ的なアレンジだが、本物のジャズ、もしくはアシッド・ジャズのような感じにはしたくなかったので、森や椎名なりのプラスティック・ジャズ（偽物のジャズ）を目指した。エレクトリックな質感のジャズではあるもののコンピューター上での編集が多用されており、微妙にど真ん中のジャズは避けている。椎名の意見で森のオルガンのソロがたくさん設けられたアレンジになった。沼澤尚が叩いているように聞こえる最初のドラム・ループは実は森の作った打ち込みで、沼澤の生ドラムは間奏以降に出てくるもの。打ち込みと生ドラムの融合が行われている。
3. 枯葉
作詞：ジャック・フレヴェール、作曲：ジョセフ・コスマ
イブ・モンタン、そしてエディット・ピアフが歌ったことにより普及したシャンソンの曲。
森の演奏する生ピアノ、ハープシコード、オルガンを２種類、アナログシンセサイザーなどの色々な鍵盤楽器のサウンドがフィーチャーされた彼のキーボード仕事のカタログ的な曲。椎名も森から鍵盤ハーモニカを演奏するよう勧められたが断っている。また椎名に感化されてこの曲では森もリズムボックスを使っている。
4. i won't last a day without you
作詞：ポール・ウィリアムズ、作曲：ロジャー・ニコルズ
アメリカのポップス・デュオ、カーペンターズのバラード・ナンバーを宇多田ヒカルとデュエットしてカバー、この曲は過去に東芝EMIのイベントで宇多田ヒカルとの一夜限りのユニット「EMIガールズ」として披露している。
この曲のレコーディングで椎名は、音源では感極まって情念的に歌っているように聞こえる宇多田の歌が、実は詞的な部分よりも音楽的な部分を優先して客観的に冷静に録音されていることを知って驚かされた。
普通はピアノやストリングスを贅沢に使って広がりのあるアレンジにする曲だが、コンピューターに取り出したスクラッチ・ノイズをパーカッション代わりにしたり、ストリングスも生のストリングスを使わずサンプラーを使って打ち込みで作ったりしてあえてこぢんまりとしたアレンジにしている。椎名からの「華のある宇多田とはあえてより日常的な歌というところでやりたい」「メルヘンな感じ、北欧な感じにして欲しい」という要望でチェレスタという楽器[注 2]を使った。
5. 黒いオルフェ
作詞（葡語詞:アントニオ・マリア/アラウジ:デモライズ、仏作詞：フランソワ・ルナ/マルセル・カミュ、英訳詞：ルイジ・クリエター/ヒューゴ・ペレティ/ジョージ・デヴィット・ワイス）、作曲：ルイス・ポンファ
ボサノヴァの一曲。同名の映画の主題曲。
原曲より大幅にキーを下げたアレンジ。オリジナルはボサノヴァだが、打ち込みファンクになっている。トラックは生ドラムのサンプリングをループさせたグルーヴ。椎名からはラテンのピアノを使った「モントゥーノ」というスタイルの演奏はやらずにラテン・フィールな感じにして欲しいという要望があった。
6. mr. wonderful
作詞・作曲：ジェリー・ボック/ラリー・ホロフセナー/ジョージ・デヴィット・ワイス
もともとは大ヒット・ミュージカル「ミスター・ワンダフル」の劇中歌。それを本作ではボサノヴァ・アレンジで収録。
その辺のバーでジャズ・コンボが演奏しているような安っぽい雰囲気と電子音/ノイズというかけ離れたものを合わせ、ヨーロピアンなジャズにいろんなものが混ざっている感じにした。
7. 玉葱のハッピーソング
作詞・作曲：ニコラス・アシュフォート/ヴァレリー・シンプソン
マーヴィン・ゲイ&タミー・テレルによるリズム&ブルース・ナンバー。恋人ではなかったがそうだと思われるくらい迫真の歌を聞かせるデュエットだった二人の曲をやるなら兄妹でやるしかないということで、実兄の椎名純平とデュエットした[注 3]。
ファンキーかつソウルフルなアレンジ。ギターでやるはずの部分を全部クラヴィネットで演奏し、しかもそれをギター・アンプで鳴らしている。
8. starting over
作詞・作曲/ジョン・レノン
ジョン・レノンの最後のアルバム『ダブル・ファンタジー』の冒頭を飾る曲。しかし椎名としてはあっさりと歌うことで悲しいエピソード抜きにこの曲を音楽として楽しめるよう神話的なものを除外したかった。もともと好きな曲であり、ドラマの主題歌になったこともあって日本人には耳慣れた曲という理由で収録。
ギターの曲をあえてギターレスでキーボード中心のアレンジにしている。最初はもっと生バンドっぽいアレンジだったが、椎名と森の意見が「つまらない」ということで一致し、クラフトワーク風にしようということになった。
9. 子守唄
特別感謝トラック。
作曲：ショパン（引用）、作詞・編曲・ピアノ・ガラガラ：椎名林檎、チェロ：斎藤孝太郎
ショパン作曲の「華麗なる円舞曲 イ短調 作品34の2」の一節を椎名林檎が抜き出してループさせ、そこに彼女のオリジナルの歌詞とメロディ（歌メロ）をつけたもの。ショパンの楽曲をサンプリング的に使った、ほぼオリジナル曲に近い作品。

| 全編曲: 森俊之（9曲目のみ椎名林檎）。 |                                                        | |                                                                      |                                  |      |
| #                                     | タイトル                                               | 作詞 | 作曲                                                                 | オリジナル                       | 時間 |
| 1.                                    | 「君を愛す」                                           | ハンス・クリスチャン・アンデルセン                                                                                   | グリーグ                                                             | カルメン・ドラゴン他             | 3:13 |
| 2.                                    | 「jazz a go go」                                       | ロベール・ギャル | アラン・ゴラゲール                                                   | フランス・ギャル                 | 2:38 |
| 3.                                    | 「枯葉」                                               | ジャック・プレヴェール                                                                                               | ジョセフ・コスマ                                                     | エディット・ピアフ他             | 6:30 |
| 4.                                    | 「i won't last a day without you (with 宇多田ヒカル)」 | ポール・ウィリアムス、ロジャー・ニコルズ                                                                             | ポール・ウィリアムス、ロジャー・ニコルズ                             | カーペンターズ                   | 4:22 |
| 5.                                    | 「黒いオルフェ」                                       | アラウジ・デモライス、アントニオ・マリア（訳詩：ジョージ・デヴィッド・ワイス、ヒューゴ・ペレティ、マルセル・カミュ） | ルイス・ボンファ                                                     | アントニオ・カルロス・ジョビン他 | 4:51 |
| 6.                                    | 「mr.wonderful」                                       | ジェリー・ボック、ジョージ・デヴィッド・ワイス、ラリー・ホロフセナー                                                 | ジェリー・ボック、ジョージ・デヴィッド・ワイス、ラリー・ホロフセナー | ペギー・リー他                   | 3:20 |
| 7.                                    | 「玉葱のハッピーソング (with 椎名純平)」               | ニコラス・アシュフォード、ヴァレリー・シンプソン                                                                     | ニコラス・アシュフォード、ヴァレリー・シンプソン                     | マーヴィン・ゲイ＆タミー・テレル | 3:21 |
| 8.                                    | 「starting over」                                      | ジョン・レノン | ジョン・レノン                                                       | ジョン・レノン                   | 3:51 |
| 9.                                    | 「子守唄」(特別感謝トラック)                           | 椎名林檎 | 椎名林檎                                                             |                                  | 2:50 |

## クレジット
| 亀パクトディスク - 椎名林檎：収録曲セレクト - 亀田誠治：編曲 - 井上うに：録音（M-1-2、5、7） - 工藤雅史：録音（M-3-4、6、8-9） - 虐待グリコゲン（ぎゃくたい〜） - 亀田誠治：エレキベース - 弥吉淳二：エレキギター、アコースティックギター - 皆川真人：ピアノ、オルガン、鍵盤ハーモニカ、シンセサイザー、タンバリン - 村石雅行：ドラム、カウベル - 中山信彦（サポート）：マニピュレーター、プログラミング（M-2-3） - 金原千恵子（サポート）：ストリングス（M-6） - 虐待グリコゲンと椎名林檎と他アシスタント数人：ハンドクラップと足音（M-3） | 森パクトディスク - 椎名林檎：収録曲セレクト - 森俊之：編曲 - 井上うに：録音 - 冒涜ヴァイタミン（ぼうとく〜） - 森俊之：プログラミング全般、鍵盤楽器全般、シンセベース、エレキギター(M-1) - 渡辺等：ウッドベース、エレキベース - 沼澤尚：ドラム、タンバリン - 井上うに、他（サポート）：両指パッチン（M-3） |